# Escola de Belles Arts de Heatherley
L'escola de Belles Arts de Heatherley és una escola per a la formació d'artistes fundada el 1845. Pren el seu nom de Thomas Heatherley qui va succeir coma director a James Mathews Leigh. És una de les escoles d'art independents més antigues de Londres i és una de les poques universitats d'art de Gran Bretanya que es focalitza en retrat, art figuratiu i escultura.
Va obrir una escola nova, a George street (prop de Baker street), Londres, el novembre 1927 després que anteriorment estava localitzada a Newman street.
Burne Jones, Rossetti, Millais, Frederic Leighton, Russell Flint, Solomon Joseph Solomon, Gregoire Boonzaier, Michael Ayrton i Sickert són alguns dels seus antics alumnes com també ho va ser el primer director de l'Slade School of Art, Sir Edward Poynter, Kate Greenaway, i el primer director de la Royal College of Art, Walter Crane.